# Gare de La Mothe-Achard
Gare de La Mothe-Achard vasútállomás Franciaországban, La Mothe-Achard településen.

## Vasútvonalak
Az állomást az alábbi vasútvonalak érintik:
- Les Sables-d'Olonne–Tours-vasútvonal

## Kapcsolódó állomások
A vasútállomáshoz az alábbi állomások vannak a legközelebb:
- Gare de La Roche-sur-Yon (Gare de Loudun, Les Sables-d'Olonne–Tours-vasútvonal)
- Gare d’Olonne-sur-Mer (Gare des Sables-d'Olonne, Les Sables-d'Olonne–Tours-vasútvonal)